# Список умерших в 1109 году
В этой статье представлен список известных людей, умерших в 1109 году.
См. также: Категория:Умершие в 1109 году

## Февраль
- 26 февраля — Эдинья[нем.] — отшельница, святая римско-католической церкви.

## Апрель
- 9 апреля — Евпраксия Всеволодовна — русская княжна, королева-консорт Германии и императрица-консорт Священной Римской империи (1089—1095), жена императора Генриха IV
- 14 апреля — Фульк IV Ле Решен — последний граф Гатине (как Фульк I) (1068), Граф Анжу (1068—1109)
- 21 апреля — Ансельм Кентерберийский — католический богослов, средневековый философ, архиепископ Кентерберийский (с 1093).
- 28 апреля — Гуго Клюнийский — католический святой, монах-бенедиктинец, шестой аббат Клюни (1049—1109), при котором Клюнийская конгрегация достигла пика своего могущества.

## Май
- 2 мая — Рутхард[англ.] — архиепископ Майнца (1089—1109)
- 12 мая — Доминик де ла Кальсада[англ.] — святой католической церкви, святой заступник испанских инженеров-строителей, покровитель пути Святого Иакова

## Июнь
- 30 июня — Альфонсо VI Храбрый — король Леона (1065—1072, 1072—1109), король Кастилии (1072—1109), король Галисии (1072—1096), император всей Испании (1077—1109)

## Сентябрь
- 21 сентября — Святополк — князь Оломоуцкий (1091—1109), Князь Чехии (1107—1109). Убит

## Декабрь
- 5 декабря — Геральд Брагский — святой Римско-Католической церкви, бенедиктинец, архиепископ архиепархии Браги. Геральд Брагский является покровителем города Брага.
- 17 декабря — Ингульф — английский историк, монах-бенедиктинец, аббат Кройландского монастыря в Линкольншире (1086—1109).

## Дата неизвестна или требует уточнения
- Гильом Иордан — Граф Берги (1095—1109), граф Сердани (1095—1109), граф Конфлана (1095—1109), граф Триполи (1105—1109), участник первого крестового похода. Погиб от раны, полученной при штурме Триполи
- Матильда Туровская — княжна из рода Рюриковичей, дочь туровского князя Ярополка Изяславича и графини Кунигунды фон Орламюнде, с 1087 или 1088 года жена Гюнтера III фон Кёфернбурга.
- Эд Эрпен Буржский — виконт Буржа (1090—1101), сеньор де Ден, крестоносец.